# 아름다운 기사단
《아름다운 기사단》(스페인어: Hermosa Soberana 헤르모사 소베라나[*])는 1893년부터 1910년까지 사용한 니카라과의 국가이다.
후에는 사랑하는 나의 조국을 국가로 사용했다.

## 가사
Hermosa Soberana
Cual Sultana
Nicaragua, de sus lagos
Al rumor, al rumor,
Ve a sus hijos denodados
Los Soldados del honor
Hermosa Soberana
Cual Sultana
Nicaragua, de sus lagos
Al rumor, al rumor,
Ve a sus hijos denodados
Los Soldados del honor
Siempre libre y hechicera
Siempre libre y hechicera
Su bandera, su bandera
Ve flotar.
Y apacible se reclina
Cual ondina de la mar.
Siempre libre y hechicera
Siempre libre y hechicera
Su bandera, su bandera
Ve flotar.
Y orgullosa cual deidad, cual deidad
Muestra altiva el noble pecho
En defensa del derecho
Y su Santa Libertad.

## 해석
아름다운 기사단이여,
국왕에게,
그녀의 호수 니카라과를!
소음을 들어라, 소음을 들어라,
그녀의 지칠 줄 모르는 아기를 보아라
명예의 군인을 위하여!
아름다운 기사단이여,
국왕에게,
그녀의 호수 니카라과를!
소음을 들어라, 소음을 들어라,
그녀의 지칠 줄 모르는 아기를 보아라
명예의 군인을 위하여!
영원히 자유와 영감을,
영원히 자유와 영감을,
그녀의 깃발을, 그녀의 깃발을
세게 흔드리라!
침착한 그녀가 깨어나면
바다에는 잔잔한 파도가 출렁일 것이리라.
영원히 자유와 영감을,
영원히 자유와 영감을,
그녀의 깃발을, 그녀의 깃발을
세게 흔드리라!
자부심의 수호신이여, 자부심의 수호신이여,
그녀의 가슴은 일어났도다.
그녀의 오른쪽 방위에는
그녀의 거룩한 자유가 있으리라.